# Disembowelment
A Disembowelment (stilizálva: diSEMBOWELMENT) rövid életű ausztrál death-doom együttes volt.

## Története
A zenekar 1989-ben alakult Melbourne-ben, a „Bacteria” nevű grindcore együttes romjain. A Bacteriát két tag alkotta: Renato Gallina gitáros és Paul Mazziotta dobos. Dean Ruprich basszusgitáros segítségével rögzítették első demójukat, amely a „Mourning September” címet kapta. A demó 1990-ben jelent meg. A demó felkeltette továbbá a Relapse Records figyelmét, akik 1992-ben EP formájában megjelentették a lemezt. 1993-ban jelent meg első és egyetlen albumuk, amely miatt a zenekart sokan a death-doom és a funeral doom műfajok úttörőjének tartanak. Ugyanebben az évben az együttes feloszlott. Az Allmusic a „doom-grind úttörőjeként” írta le a zenekart, amely „underground körökben továbbra is kultikus népszerűségű”. Renato Gallina és Matthew Skarajew „ethno ambient” zenekart alapítottak, Trial of the Bow néven. Továbbá az együttes két tagja Disembowelment számokat játszik koncertjein és később hasonló jellegű zenekart alapított, Inverloch néven.

## Diszkográfia
- Mourning September (demó, 1990)
- Dusk (EP, 1992)
- Transcendence into the Peripheral (album, 1993)
- Disembowelment (válogatáslemez, 2005)